# Maja Chamot
Maja Chamot (ur. 16 października 2003) – polska lekkoatletka specjalizująca się w skoku o tyczce. Wicemistrzyni (2022) oraz halowa brązowa medalistka mistrzostw Polski (2023), mistrzyni oraz halowa mistrzyni Polski U20 (2022). Wicemistrzyni Polski (2023), halowa wicemistrzyni Polski (2024), halowa mistrzyni Polski U23 (2024).

## Osiągnięcia

### Międzynarodowe
| Rok  | Impreza                                    | Miejsce | Konkurencja   | Pozycja    | Wynik |
| ---- | ------------------------------------------ | ------- | ------------- | ---------- | ----- |
| 2019 | Letni olimpijski festiwal młodzieży Europy | Baku    | skok o tyczce | 5. miejsce | 3,90  |

### Krajowe
| Rok  | Impreza                       | Miejsce             | Konkurencja   | Pozycja    | Wynik |
| ---- | ----------------------------- | ------------------- | ------------- | ---------- | ----- |
| 2022 | Halowe Mistrzostwa Polski U20 | Rzeszów             | skok o tyczce | 1. miejsce | 4,10  |
| 2022 | Halowe Mistrzostwa Polski     | Toruń               | skok o tyczce | 4. miejsce | 4,00  |
| 2022 | Mistrzostwa Polski            | Suwałki             | skok o tyczce | 2. miejsce | 4,00  |
| 2022 | Mistrzostwa Polski U20        | Radom               | skok o tyczce | 1. miejsce | 3,90  |
| 2023 | Halowe Mistrzostwa Polski     | Toruń               | skok o tyczce | 3. miejsce | 4,00  |
| 2023 | Mistrzostwa Polski            | Gorzów Wielkopolski | skok o tyczce | 2. miejsce | 4,10  |
| 2024 | Halowe Mistrzostwa Polski U23 | Toruń               | skok o tyczce | 1. miejsce | 4,20  |
| 2024 | Halowe Mistrzostwa Polski     | Toruń               | skok o tycze  | 2. miejsce | 4,20  |

Rekordy życiowe: 
- skok o tyczce (stadion) - 4,12 (28 maja 2023, Łódź),
- skok o tyczce (hala) - 4,20 ( 14 stycznia 2024, Spała).